# Chabertia ovina
Chabertia ovina är en rundmaskart. Chabertia ovina ingår i släktet Chabertia, och familjen Strongylidae. Arten är reproducerande i Sverige.